# Заруднев, Павел Иванович
Павел Иванович Заруднев (1927, село Михайловка, Новохопёрский район, Воронежская область — ?, Алма-Ата, Казахстан) — бригадир тракторной бригады Кзылтуского совхоза Кокчетавской области, Казахская ССР. Герой Социалистического Труда (1957). 

## Биография
Родился в 1927 году в крестьянской семье в селе Михайловка (сегодня – посёлок Михайловский) Новохопёрского района.
Окончил местную семилетнюю школу.
В 1954 году переехал в Ленинградский район Кокчетавской области, где трудился бригадиром трактористов в совхозе «Кзылтуский» Кокчетавской области. Осенью 1956 года его бригада собрала в среднем с каждого гектара по 19 центнеров зерновых с площади 3500 гектаров. Указом Президиума Верховного Совета СССР от 11 января 1957 года удостоен звания Героя Социалистического Труда за «особо выдающиеся успехи, достигнутые в работе по освоению целинных и залежных земель, и получение высокого урожая» с вручением ордена Ленина и золотой медали «Серп и Молот» (№ 7243).
Трудился в совхозе до 1959 года, когда переехал в Алма-Атинскую область. Скончался в Алма-Ате.